# Mucajaí
Mucajaí este un oraș în Roraima (RR), Brazilia.